# Tipula lateralis
Tipula lateralis är en tvåvingeart som beskrevs av Johann Wilhelm Meigen 1804. Tipula lateralis ingår i släktet Tipula och familjen storharkrankar. Arten är reproducerande i Sverige. Inga underarter finns listade i Catalogue of Life.

## Bildgalleri

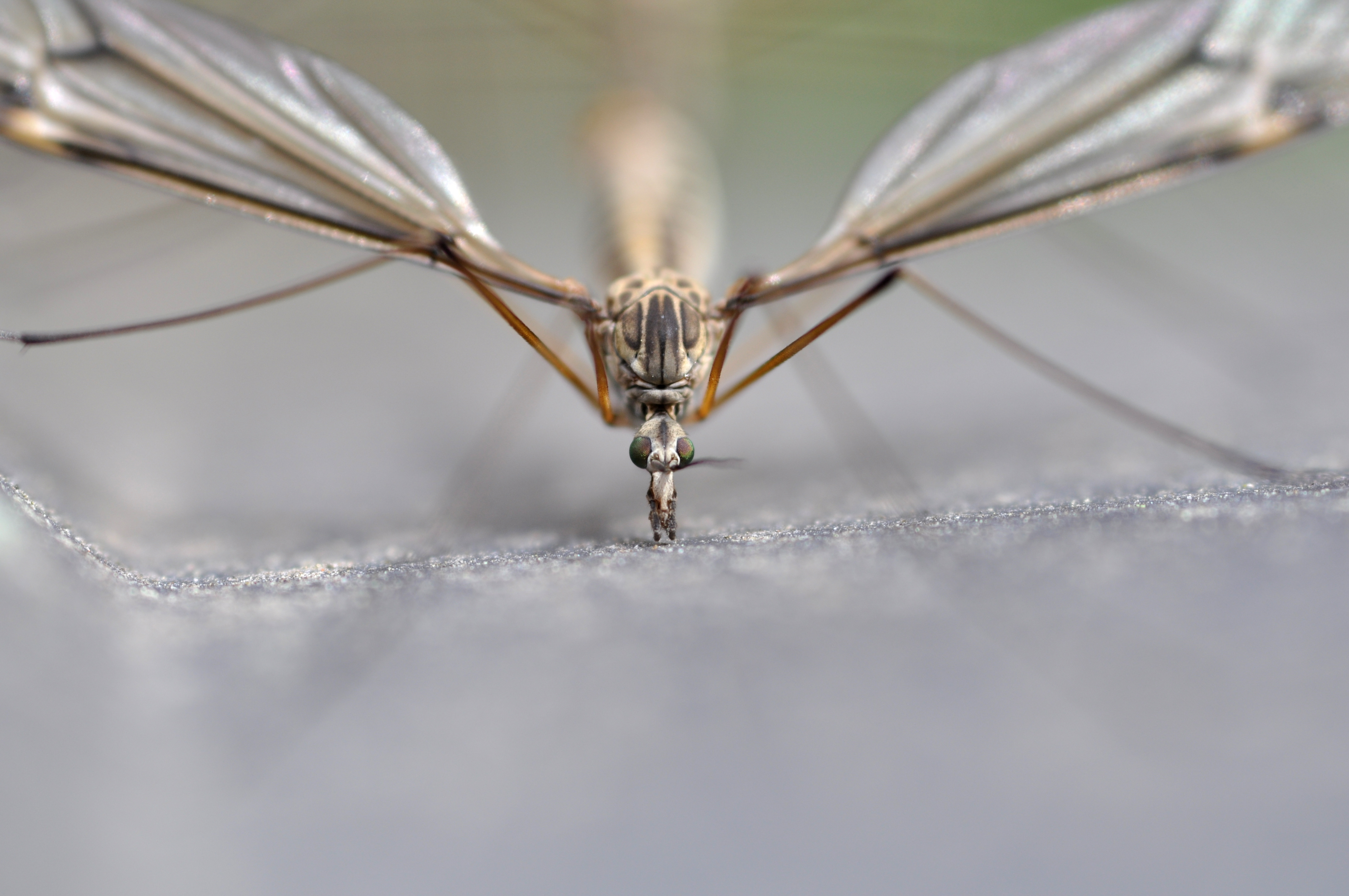
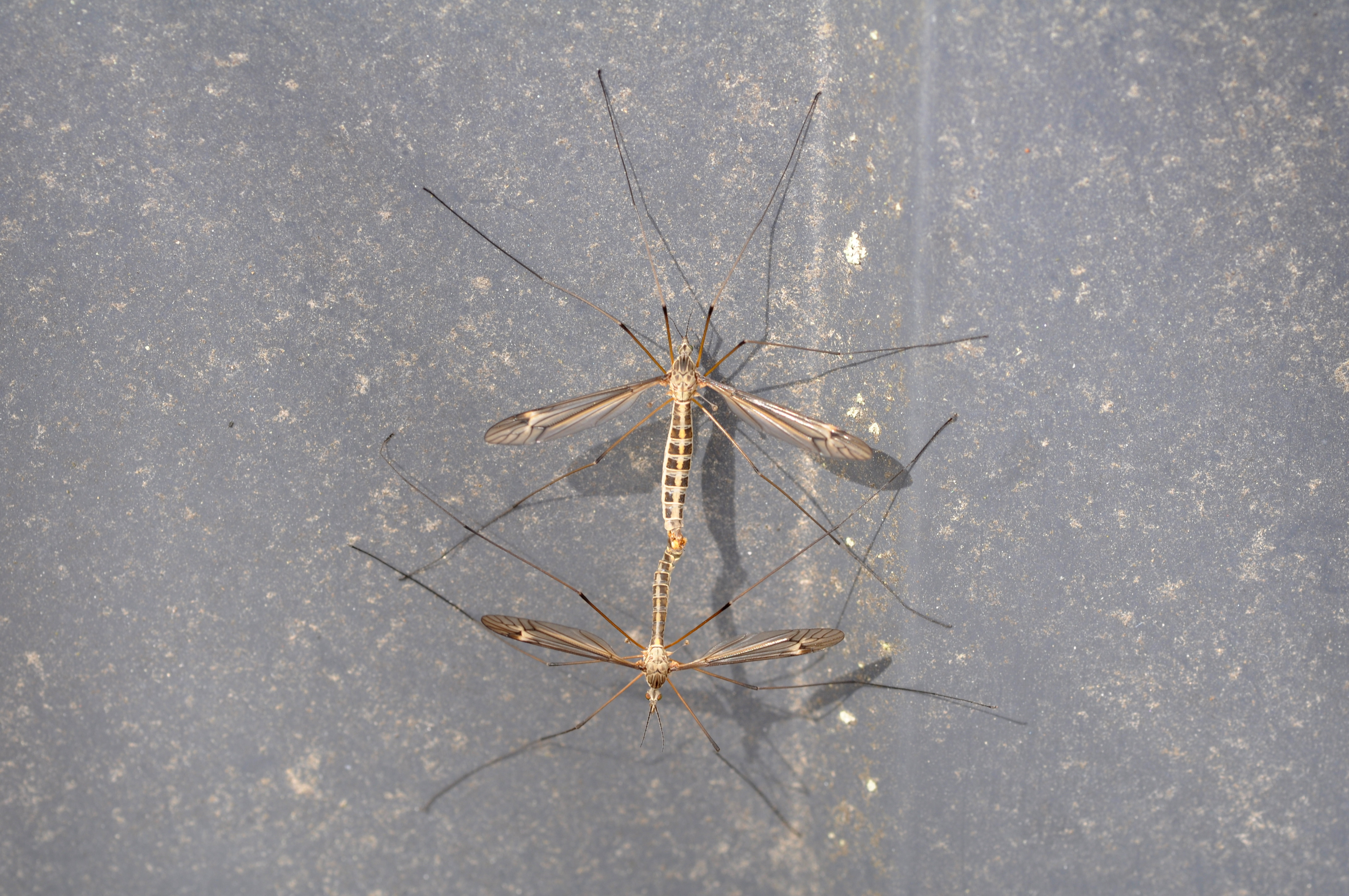
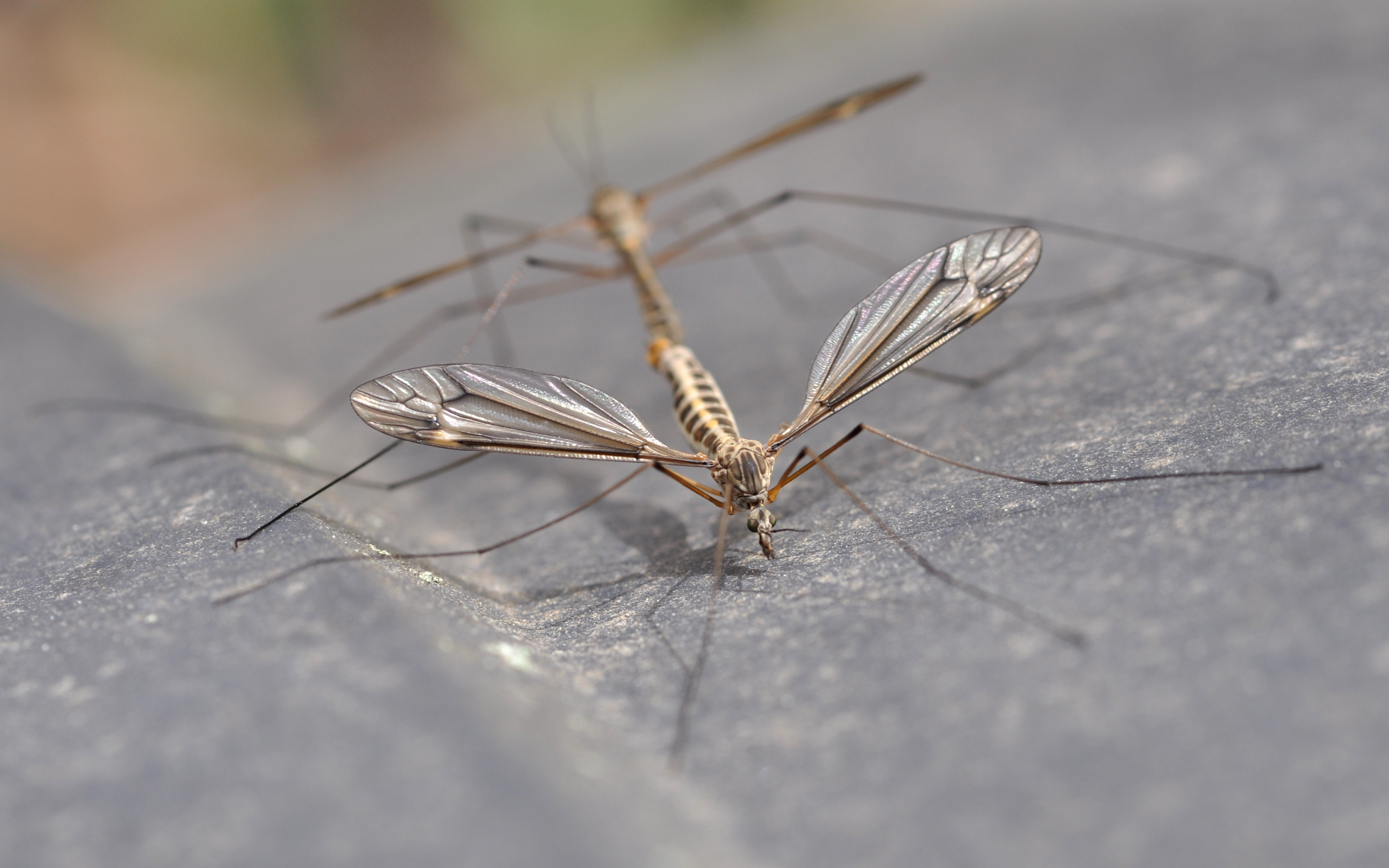
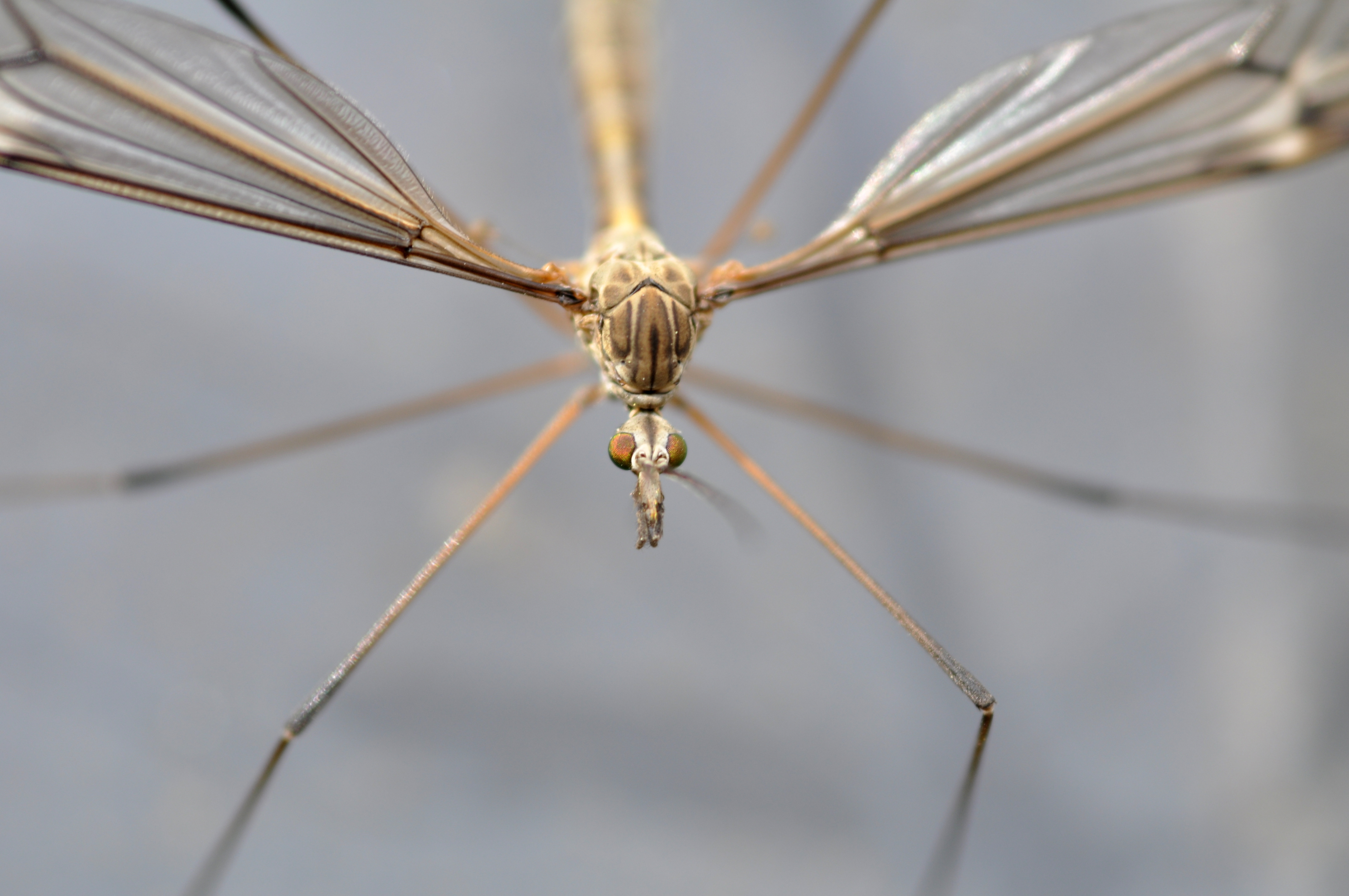
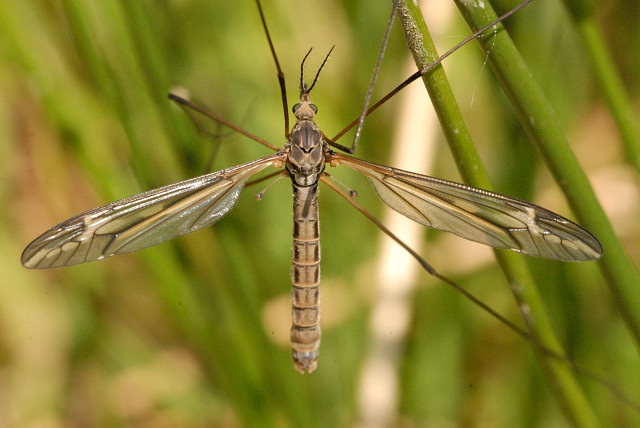
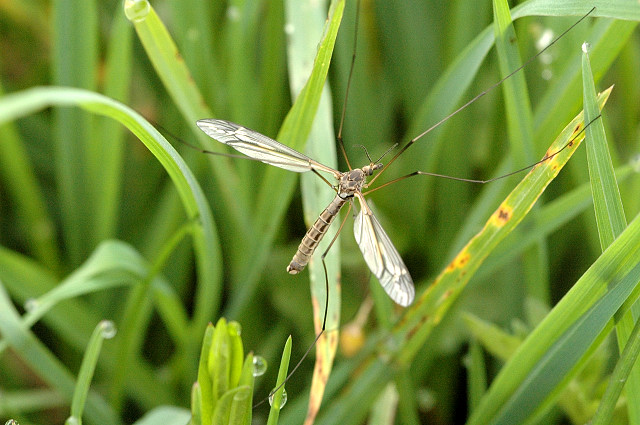